# Appuntamento con la morte (film 1950)
Appuntamento con la morte (One Way Street) è un film del 1950 diretto da Hugo Fregonese.

## Trama
Il dottor Frank Matson, un medico della malavita, dopo aver salvato la vita ad uno degli scagnozzi del boss mafioso John Wheeler al quale avevano sparato, ruba un bottino di 200.000 dollari e fugge in Messico con la fidanzata del boss, Laura.
Dopo aver vissuto una vita decadente in clandestinità, decide di ritornare a Los Angeles, dove restituisce sia i soldi che Laura al gangster.

## Produzione
Il film, durante la fase di produzione, era noto con il titolo di lavorazione Death on a Side Street e costituisce il primo film hollywoodiano diretto dal regista argentino Hugo Fregonese. Per le riprese, è stato costruito un intero villaggio messicano, con l'aiuto della consulenza del Vice Console Ernesto Romero. Rodolfo Acosta, Emma Roldan e Margarito Luna sono i soli attori messicani presenti nel cast. James Mason ha interpretato il protagonista Frank Matson, Dan Duryea ha recitato nel ruolo del boss John Wheeler, mentre Märta Torén ha interpretato Laura. Tra le comparse inoltre, è presente l'attore James Best, famoso per aver interpretato lo sceriffo Rosco P. Coltrane in Hazzard, che appare brevemente in un ruolo da autista, esordendo così nel mondo cinematografico.
Un articolo del quotidiano Hollywood Citizen-News ha riferito che lo sceneggiatore Louise Rousseau ha citato in giudizio la Universal per 150.000 dollari, sostenendo che il film ha rubato contenuti dalla sua sceneggiatura Haunted Heart. L'esito della vicenda non fu poi reso noto.

## Distribuzione
La Universal Pictures ha distribuito il film nelle sale statunitensi a partire dal 1º aprile 1950.

## Critica
Andrew Wickliffe sul sito di critica cinematografica The Stop Button ha giudicato «prevedibile» gran parte della trama, ritenendolo più un film drammatico B-movie che un film noir. Il critico statunitense ha bocciato la regia di Fregonese, esprimendo invece un commento positivo sulle interpretazioni di James Mason e Dan Duryea, mentre ha definito «mediocre» quella di Märta Torén.